# 杨庆山 (1968年)
杨庆山（1968年8月—），重庆大学土木工程学院院长，主要从事结构工程、地震工程和结构风工程方面的研究工作。担任中国土木工程学会风工程委员会副主任。入选中华人民共和国教育部2009年度"长江学者"特聘教授。